# Costus erythrocoryne
Costus erythrocoryne är en enhjärtbladig växtart som beskrevs av Karl Moritz Schumann. Costus erythrocoryne ingår i släktet Costus och familjen Costaceae. Inga underarter finns listade.